# ميكانيكا الأحياء

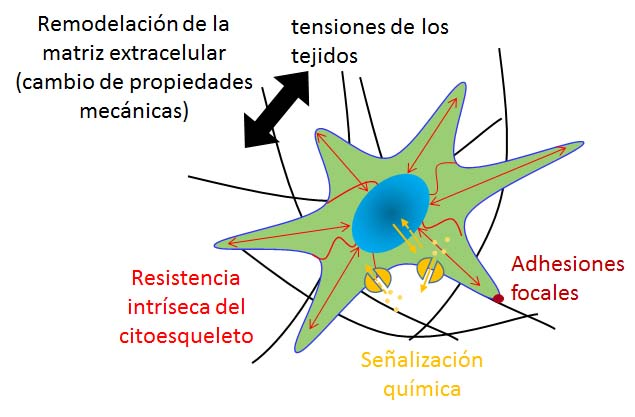

ميكانيكا الأحياء (ميكانوبيولوجيا) هي من حقول العلوم الناشئة في واجهة علم الأحياء والهندسة. وينصب تركيز هذا الحقل على طريقة مساهمة القوى والتغيرات الميكانيكية في ميكانيكا الخلايا أو الأنسجة في تطوير الفيزيولوجيا والأمراض. وأحد التحديات الكبرى في هذا المجال هو فهم التنبيغ الميكانيكي [الإنجليزية]—الآلية الجزيئية التي تقوم الخلايا من خلالها باستشعار والاستجابة للإشارات الميكانيكية.
وفي حين أن الطب قد بحث عادة عن الأساس الجيني للمرض، فإن التقدم المحرز في مجال ميكانيكا الأحياء يشير إلى أن التغيرات في ميكانيكا الخلايا أو بنية النسيج خارج الخلية أو التنبيغ الميكانيكي قد تسهم في تطور العديد من الأمراض، بما في ذلك التصلب العصيدي وداء الربو وهشاشة العظام وقصور القلب والسرطان. وهناك أيضًا أساس ميكانيكي قوي للعديد من الإعاقات الطبية المعممة، مثل آلام أسفل الظهر ومتلازمة القولون المتهيج.
وتبين فاعلية العديد من العلاجات الميكانيكية قيد الاستخدام السريري مدى أهمية القوى الفيزيائية في السيطرة الفسيولوجية. على سبيل المثال، يقوم الفاعل بالسطح الرئوي بتعزيز تطور الرئة لدى الأطفال الخدج؛ وتعديل مقدار التنفس الشهيقي الزفيري لأجهزة التهوية الميكانيكية يقلل من الحالات المرضية والوفاة عند المرضى الذين يعانون من إصابة رئوية حادة؛ والدعامات القابلة للتوسيع تمنع بشكل فعلي انقباض الشريان التاجي؛ وتعمل أجهزة توسيع الأنسجة على زيادة المساحة الجلدية المتاحة للجراحة الاستبنائية ؛ وتُستخدم الأجهزة الجراحية لتطبيق الضغط لعلاج كسور العظام ومقومات الأسنان المعوجة وتكبير الثدي التجميلي وإغلاق الجروح غير الملتئمة. [بحاجة لمصدر]
كذلك قد تؤدي دراسة الأساس الميكانيكي لتنظيم الأنسجة عن كثب إلى تطوير أجهزة طبية محسنة ومواد بيولوجية وأنسجة مهندسة لعلاج الأنسجة وإعادة استنباتها.
وتبين أن القنوات الأيونية المنشطة بالتمدد وكهيفات والإنترغرين والكادهيرين ومستقبلات عوامل النمو ومحركات الميوسين وخيوط جدار الخلية والنوى والنسيج خارج الخلية وغير ذلك الكثير من الهياكل الجزيئية وجزيئات الغشارات تساهم في التنبيغ الميكانيكي الخلوي. علاوة على ذلك، تساهم قوى السحب الناشئة عن الخلايا باطنية النمو بشكل كبير في هذه الاستجابات من خلال تعديل الضغط التوتري داخل الخلايا والأنسجة والأعضاء التي تتحكم في الاستقرار الميكانيكي، وكذلك نقل الإشارات الميكانيكية من المقياس الماكروي إلى المقياس النانوي.